# Coupeville
Coupeville – miasto (town), ośrodek administracyjny hrabstwa Island, w północno-zachodniej części stanu Waszyngton, w Stanach Zjednoczonych, położone na wyspie Whidbey. W 2010 roku miasto liczyło 1831 mieszkańców.
Miasto założone zostało w połowie XIX wieku przez marynarzy w stanie spoczynku. Nazwa miasta upamiętnia kapitana Thomasa Coupe'a, jednego z pierwszych osadników.